# Alsunga (novads)
Alsunga (łot.: Alsungas novads) – jeden z łotewskich novadsów, funkcjonujący w latach 2009–2021.

## Historia
Novads powstało na terenach należących przed 2009 do rejonu Kuldyga.
W skład novadsu wchodził obszar pagastsu Alsunga. Jego stolicą została wieś Alsunga.
Zlikwidowany w ramach reformy administracyjnej 30 czerwca 2021. Wszedł w całości w skład nowego novadsu Kuldyga.